# Thaumasia argentinensis
Thaumasia argentinensis là một loài nhện trong họ Pisauridae.
Loài này thuộc chi Thaumasia. Thaumasia argentinensis được Cândido Firmino de Mello-Leitão miêu tả năm 1941.